# ℃-ute Cutie Circuit 2008 〜LOVE エスカレーション!〜
『℃-ute Cutie Circuit 2008 〜LOVE エスカレーション!〜』（キュートキューティーサーキット2008 ラブエスカレーション!）は、2008年4月5日によみうりランドオープンシアターEASTで開催された℃-uteのNEWアルバム発売記念イベントである。2008年7月2日発売。発売元はゼティマ。

## DVD
『℃-ute Cutie Circuit 2008 〜LOVE エスカレーション!〜』（2008年7月2日）
4月5日によみうりランドにて行われたイベントの模様を収録
1. キューティーガールズコント
2. オープニングSE
3. ほめられ伸び子のテーマ曲
4. MC1
5. スイーーツ→→→ライブ （歌：岡井千聖・有原栞菜）
6. 晴れのプラチナ通り （歌：中島早貴・萩原舞）
7. イメージカラー （歌：矢島舞美・鈴木愛理）
8. 最高級のエンジョイGIRLS
9. MC2 -テンション上げ子のコーナー- （梅田えりか・矢島舞美・中島早貴・有原栞菜）
10. ドドンガドン音頭 （歌：テンション上げ子（梅田えりか） with ℃-ute合唱団）
11. MC3 -DJマイマイ、MCチッサー&MCカッパーのコーナー- （鈴木愛理・岡井千聖・萩原舞）
12. 涙の色
13. LALALA 幸せの歌
14. MC4
15. まっさらブルージーンズ
16. 大きな愛でもてなして
17. 都会っ子 純情
18. ENCORE：MC5
19. ENCORE：JUMP
20. ENCORE：エンディング

特典映像
1. ℃-uteライブ直後の大反省会!!
2. 握手会メイキング